# Państwowa Rada Rolnicza
Państwowa Rada Rolnicza – organ doradczy i opiniodawczy Ministra Rolnictwa i Dóbr Państwowych, powołany w celu utworzenia stałej reprezentacji interesów rolniczych, wyłoniony z organizacji samorządu rolniczego.

## Powołanie Rady
Na podstawie ustawy z 1925 r. o Państwowej Radzie Rolniczej ustanowiono Radę. Rada powstała w miejsce zniesionego reskryptu Rady Regencyjnej Królestwa Polskiego w przedmiocie utworzenia Państwowej Rady Rolniczej przy Ministerstwie Rolnictwa i Dóbr Koronnych oraz rozporządzenie Ministra b. Dzielnicy Pruskiej o utworzeniu Rady Rolniczej przy Ministerstwie b. Dzielnicy Pruskiej z 1920 r.
Wykonanie ustawy powierzono Ministrowi Rolnictwa I Dóbr Państwowych.

## Skład Rady
Państwowa Rada Rolnicza składała się z przedstawicieli:
- Państwowego Instytutu Naukowego Gospodarstwa Wiejskiego w Puławach;
- Szkoły Głównej Gospodarstwa Wiejskiego w Warszawie,
- Studium rolniczego Uniwersytetu Jagiellońskiego w Krakowie,
- Akademii Weterynarii we Lwowie,
- Wydziału rolniczo-leśnego Uniwersytetu Poznańskiego,
- Wydziału rolniczo-leśnego Politechniki Lwowskiej,
- Studium weterynaryjnego przy wydziale lekarskim Uniwersytetu Warszawskiego.

## Sposób wyboru członków Rady
Wybór rady odbywał się w kolejności ustalonej przez Ministra Rolnictwa i Dóbr Państwowych w następujący sposób:
- z jednego przedstawiciela średniego szkolnictwa rolniczego oraz czterech przedstawicieli niższego szkolnictwa rolniczego,
- przedstawicieli izb rolniczych, delegowanych przez Izby: poznańską, pomorską i śląską;
- z przedstawicieli najważniejszych organizacji społecznych, czynnych na obszarach, nieobjętych działalnością izb rolniczych i działających w zakresie spraw, należących do kompetencji Ministra Rolnictwa i Dóbr Państwowych,
- z członków mianowanych przez Ministra Rolnictwa i Dóbr Państwowych spośród wybitnych specjalistów w dziedzinach należących do zakresu działania Ministerstwa Rolnictwa i Dóbr Państwowych,

Ogólna liczba członków Państwowej Rady Rolniczej nie przekraczała 50 osób.

## Głos doradczy w pracy Rady
Z głosem doradczym w pracach Państwowej Rady Rolniczej brali udział:
- przedstawiciel Ministra Reform Rolnych;
- przedstawiciele innych władz i urzędów, każdorazowo delegowany przez te władze i urzędy na zaproszenie Ministra Rolnictwa i Dóbr Państwowych;
- urzędnicy Ministerstwa Rolnictwa i Dóbr Państwowych delegowani przez Ministra;
- rzeczoznawcy powoływani przez Ministra Rolnictwa i Dóbr Państwowych.

## Uprawnienia Rady
Państwowa Rada Rolnicza wydawała opinię we wszystkich sprawach należących do zakresu działania Ministra Rolnictwa i Dóbr Państwowych.
Wydawanie opinii następowało:
- z inicjatywy Ministra Rolnictwa i Dóbr Państwowych,
- na wniosek członków Państwowej Rady Rolniczej, złożony zgodnie z regulaminem Rady.

## Rodzaje komisji Rady
W ramach Rady występowały następujące komisje:
- komisja stała,
- komisja czasowa,
- komisja specjalna.

Komisja stała Rady powoływana była dla najważniejszych spraw wchodzących w zakres kompetencji Ministra Rolnictwa i Dóbr Państwowych.
Komisje czasowe i specjalne wyłaniane były dla spraw bieżących i nadzwyczajnych.
W pracach komisji z głosem stanowiącym brali udział;
- członkowie Państwowej Rady Rolniczej z ramach wyboru plenarnego,
- rzeczoznawcy powoływani stale lub czasowo przez Ministra Rolnictwa i Dóbr Państwowych do współpracy w komisjach z grona specjalistów z dziedziny, będącej przedmiotem obrad komisji,
- urzędnicy Ministerstwa Rolnictwa i Dóbr Państwowych, nie mianowani przez Ministra rzeczoznawcami;
- przedstawiciele innych władz i urzędów delegowani na zaproszenie Ministra Rolnictwa Dóbr Państwowych.

Kadencja Państwowej Rady Rolniczej trwała 2 lata.